# Enallopaguropsis guatemoci
Enallopaguropsis guatemoci är en kräftdjursart som först beskrevs av Glassell 1937.  Enallopaguropsis guatemoci ingår i släktet Enallopaguropsis och familjen eremitkräftor. Inga underarter finns listade i Catalogue of Life.